# 中华人民共和国户籍制度
中华人民共和国户籍制度是中華人民共和國政府对定居在中国大陆的本国公民实施的、以户为单位的人口管理制度，通过该制度能够确定自然人在某地生活、工作等行为的合法性。自1950年代，中华人民共和国人口管理方针的制定与实施均建基于此项制度。
拥有中华人民共和国户籍的人员均为中华人民共和国公民，但反之则未必，例如1958年1月9日至2021年7月31日期间入伍的中国人民解放军现役军人和中国人民武装警察部队现役官兵、华侨、中国大陆境内因故未能上户口的人员等，他们虽然是法律意义上的中国公民，但不拥有户籍。

## 历史

### 古代：编户齐民
“户籍”一词早在先秦时期就开始使用。从周朝时期以来的大部分时间，统治阶级都采用了不同的形式的户籍制度。1931年（民国20年）中华民国政府颁布的《户籍法》，延续了明清的户籍制度，以法律形式确定下来。

### 建国初期：严格控制
1951年7月16日中华人民共和国公安部首先公布了《城市户口管理暂行条例》，对生死与定居迁移、还有“社会变动”（社会身份）等事项做出管制。1955年6月9日国务院全体会议第十一次会议通过了《关于建立经常户口登记制度的指示》，规定全国的城镇和乡村都要进行户口登记，要求每年一次进行统计。
1958年1月9日，经全国人大常委会讨论通过，颁布了第一部户籍法规《中华人民共和国户口登记条例》，确立了一套严格的户口管理制度，它包括常住、暂住、出生、死亡、迁出、迁入、变更等7项人口登记制度。所有个体被普遍分“农业户口”和“非农业户口”两大类。
在1950年代到1980年代，中国实行计划经济政策，由此个人物资实行全民配给制，并依赖户籍管理制度进行配给管理。全民配给制中，户籍所划定的占人口绝大多数的农业人口被排除出除粮食外的配给。在这一时期，个人试图从农村迁移到城镇地区從事非农业工作，必须向相关部门申请，而这种申请的批准限额是被严格控制的。到本省外工作，则需要有6种许可证。离开本人户口所在地的人没有粮食配额、单位住房、或者公费医疗。科教、卫生、医疗、就业、结婚等等方面是也是根据户口来管理控制的。

### 改革开放后：部分开放
原有的《中华人民共和国户口登记条例》以法律形式严格限制农民迁居城市，限制了城市间人口的自由流动和在中国大陸境内的自由迁徙，在城市与农村之间构筑了一道政策高墙，城乡分离的“二元经济模式”由此生成，这种做法造成了城市和农村经济社会发展和收入分配的严重不平等。
改革开放以后，一些较大城市较早实行了“蓝印户口”。上海市1994年2月施行《上海市蓝印户口管理暂行规定》，文件规定：在上海投资人民币100万元（或美元20万元）及以上、或购买一定面积的商品房、或在上海有固定住所及合法稳定工作者均可申请上海市蓝印户口，持蓝印户口一定期限后可转为常住户口。不过这项政策很快因为蓝印户口增长过快，于2002年4月1日被终止，改为使用居住证制度管理外来人员。深圳市1996年1月1日开始实行“蓝印户口”政策；广州1998年3月推出了“蓝印户口”；苏州市在苏州工业园区实行四种类别（聘用类、购房类、纳税类、投资类）的“蓝印户口”；北京市于1999年6月推出“工作居住证”，凡在北京市高新技术企业或跨国公司总部及研发中心工作的外地人员，符合一定条件者，由企业提出申请，可办理“北京市工作居住证”，持证者在购房、子女入托、入中小学等方面享有北京市民待遇。
历史上，对超生或非婚生子女实施的不准入户的规定，造成黑户（没有户口）问题。由于户口的附加值，黑户在升学、就业、医疗等方面遭遇极大的困难。
1998年7月22日，国务院发出批转公安部《关于解决当前户口管理工作中几个突出问题的意见》，对户口管理作出了四项改革： 
1. 实行婴儿落户随父随母自愿的政策。对以往出生并要求在城市随父落户的未成年人，可以逐步解决其在城市落户的问题，学龄前儿童应当优先予以解决；
2. 放宽解决夫妻分居问题的户口政策。对已在投靠的配偶所在城市居住一定年限的公民，应当根据自愿的原则准予在该城市落户；
3. 男性超过60周岁、女性超过55周岁，身边无子女，需到城市投靠子女的公民，可以在其子女所在城市落户；
4. 在城市投资、兴办实业、购买商品房的公民及随其共同居住的直系亲属，凡在城市有合法固定的住所、合法稳定的职业或者生活来源，已居住一定年限并符合当地政府有关规定的，可准予在该城市落户。

1990年代末，中国户籍管理制度有所松动，一些地方不再区分城市户口和农村户口。2003年起，全国很多省市开始取消农业户口和非农业户口，统一称为“居民户口”。

### 进入21世纪：抓大放小
进入21世纪后，中华人民共和国户籍制度迁入限制主要集中于经济发达特大城市和大城市，而其余经济价值不高的中小城市基本已经放开。但农村人口迁入城市往往被要求放弃宅基地和耕地承包权，尽管法律上并不要求。农业户口虽然名义上被取消，但是实际上依然以城乡分类代码和户籍所在地农村土地承包合同等方式实际存在。依附在户籍制度上土地承包权和宅基地依然存在，而教育、医疗、退休等权利依然与户口挂钩。
中华人民共和国历史上的户籍制度曾根据地域和家庭成员关系，将户籍属性划分为“农业户口”和“非农业户口”；农业户口可以在所在农村获得土地使用权，但不能在城市享受若干政策。随着城乡交流的日益广泛，该制度已引起愈来愈广泛的争议与指责。2013年2月，全国人民代表大会常务委员会委员辜胜阻在《人民网》强国论坛和网友交流时也承认，城乡户籍的差异存在超过60种的社会福利。
2005年10月25日，公安部官员表示，公安部拟取消农业、非农业户口的界限，探索建立城乡统一的户口登记管理制度；2005年10月27日，公安部新闻局表示，全国已有陕西、山东、辽宁、福建、江西、湖北等11个省的公安机关开展了城乡统一户口登记工作。公安部目前正起草《户籍法》，预计会突出控制人口的个人信息、弱化户籍的附加职能。不过一些大城市（如北京、上海等）的户籍登记制度依然没有松动的迹象，当时讨论的焦点在于，外来人口的涌入对本地就业市场可能造成的冲击，以及由于高考录取分数线的地域性差异而产生的高考移民现象。截至2009年3月，已有河北、辽宁等13个省、市、自治区相继取消了农业户口和非农业户口性质划分。2016年9月19日，北京市取消了农业户口和非农业户口性质划分，至此中国所有省份名义上全部取消农业户口。
2014年7月30日，中华人民共和国国务院公布《国务院关于进一步推进户籍制度改革的意见》，包括如下内容：
- 停止划分农业和非农业户口，将户口类型统一登记为居民户口，这标志着中国实行了半个多世纪的“农业”和“非农业”二元户籍管理模式将退出历史舞台；
- 完善城区常住人口500万以上的超大特大城市积分落户政策，精简积分项目，确保社会保险缴纳年限和居住年限分数占主要比例，鼓励取消年度落户名额限制；
- 全面放宽城区常住人口300万至500万的I型大城市落户条件；
- 全面取消城区常住人口300万以下的城市落户限制，确保外地与本地农业转移人口进城落户标准一视同仁；
- 完善居住证制度，健全以居住证为载体、与居住年限等条件相挂钩的基本公共服务提供机制，鼓励地方政府提供更多基本公共服务和办事便利，提高居住证持有人城镇义务教育、住房保障等服务的实际享有水平。

但需要注意的是，城镇户口和农业户口依然以别的方式存在。首先，户口本上的区划和城乡划分代码会区分民众的类别，如111表示主城区，220表示村庄。其次，农村耕地、林地、草地等土地承包经营权依然依附于农村集体经济组织成员的身份。再者，政府机关会根据户口地址判定你是否为农业户口。
同时，户籍制度对落户进行的一些前置条件使得一些人口不能得到户籍登记。根据第六次全国人口普查发现，有一千三百万人无法获得有效登记，丧失基本人权和公民权。这部分人被称作“黑户”，占中国人口的1%。
2016年1月14日，国务院办公厅印发《国务院办公厅关于解决无户口人员登记户口问题的意见》，全国禁止设立不符合户口登记规定的任何前置条件，切实保障公民依法登记户口的基本权利。国务院办公厅指出，任何单位和个人决不允许损害公民享有的户口登记和其他合法权利；违反计划生育政策的超生、非婚生育，未经登记的收养人员以及其他所有无户籍人员，都将逐步完成户籍登记。
2019年12月，国务院办公厅印发《关于促进劳动力和人才社会性流动体制机制改革的意见》，要求全面取消城区常住人口300万以下的城市落户限制。2021年4月，中国国家发展改革委印发《2021年新型城镇化和城乡融合发展重点任务》，再度明确城区常住人口300万以下城市落实全面取消落户限制政策。
2021年12月23日，吉林省宣佈全面放开該省所有城市落户限制。
2022年1月6日，国务院办公厅印发的《要素市场化配置综合改革试点总体方案》提出，支持具备条件的试点地区在城市群或都市圈内开展户籍准入年限同城化累计互认、居住证互通互认，试行以经常居住地登记户口制度，实现基本公共服务常住地提供。
2022年7月12日，中华人民共和国国家发展和改革委员会發佈《“十四五”新型城镇化实施方案》，提到“十四五”时期放开放宽除个别超大城市外的落户限制，试行以经常居住地登记户口制度。全面取消城区常住人口300万以下的城市落户限制。
2023年7月，浙江當局表示除杭州市区外，該省将全面取消落户限制政策。
2023年8月3日，中華人民共和國公安部表示要推動各地全面取消城區常住人口300萬以下的城市落戶限制，全面放寬城區常住人口300萬至500萬的Ⅰ型大城市落戶條件，完善城區常住人口500萬以上的超大特大城市積分落戶政策。

## 政策细节

### 对户的管理
户是户籍管理的基本单位，每户中有若干成员，户可分为如下类型（户别）：
|        | 家庭户                  | 集体户                  |
| ------ | ----------------------- | ----------------------- |
| 农业   | 农业家庭户              | 农业集体户              |
| 非农业 | 非农业家庭户            | 非农业集体户            |
| 居民   | 居民家庭户 简称：家庭户 | 居民集体户 简称：集体户 |

- 家庭户：该户中的成员间具有血缘、婚姻或收养关系，换言之，彼此为家庭成员；
- 集体户：该户中的成员均为同一个机关、团体、学校、企业、事业单位等组织（集体）的成员或居住在该组织的公共宿舍中，不要求彼此具有血缘、婚姻或收养关系；[27]

鉴于家庭户和集体户的特点，家庭户成员所生的的孩子可以落在该户，近亲属也可以通过投靠等方式将户口迁入，但是集体户成员所生的孩子则无法落在集体户中，只能落在孩子父母中家庭户的一方或双方祖/外祖父母所在的家庭户内，集体户成员的近亲属也不能投靠落户。
农业户口和非农业户口现已取消，统一改为居民户口，关于三者的关系和区别，请见“历史”章节。此外，部分城市还曾经设有蓝印户口等户别，现已取消。
如果想要新设立家庭户，该户成员须为共同居住的家庭成员，并且能共同起伙和生活，办理时需要提供房产证明（如果没有房产则无法立户）、申请书和原居民户口簿，若是因为结婚或离婚而立户的，还需要提供相应的证书或法院判决书。单身人员也可以自立为一户。

### 对人的管理
根据规定，每个个人只能属于一户，即只能拥有一个户口，但是由于经办人员操作失误或者当事人故意为之等原因，有些人会持有多个户口，对于这种情况，多出的户口应当被注销。

#### 新生儿落户
符合条件的新生儿在出生后需要由监护人为其办理落户手续（俗称“上户口”），一般情况下可凭居民户口簿、出生医学证明和结婚证（非婚新生儿无需该证件）至户口所在地公安派出所办理。新生儿的户籍设立通常采取属人主义，具体而言遵循如下规则：
- 如果父母双方均为地方（非现役）人员，则孩子可落在父母任意一方的家庭户内（1998年7月以前只能随母亲落户[32]，部分地区如北京迟至2003年8月7日才允许随父入户[33]）[34]；若双方均为集体户，则孩子可落在双方祖/外祖父母所在的家庭户内[28];
- 如果双方或一方为户籍已注销的现役军人，则孩子的落户选择如下[35][36]；

| 另一方的身份 | 另一方的身份 | 落户选择（选择其一） | 落户选择（选择其一）    | 落户选择（选择其一） | 落户选择（选择其一）         |
| 另一方的身份 | 另一方的身份 | 非现役一方的家庭户   | 孩子祖/外祖父母的家庭户 | 现役一方的军队集体户 | 现役一方军队所在城市的家庭户 |
| ------------ | ------------ | -------------------- | ----------------------- | -------------------- | ---------------------------- |
| 现役军人     | 现役军人     |                      | 是                      | 是                   | 1                            |
| 非现役       | 家庭户       | 是                   |                         |                      |                              |
| 非现役       | 集体户       |                      | 是                      | 2                    |                              |

注释：

1 - 须在军队驻地拥有房产，方可让孩子独立落户

2 - 须获得军队同意
- 对于弃婴等父母身份不明的情形，其户口会落在福利院等处的集体户；[37]

如果孩子出生于国外，还需要对外国有关单位出具的出生证明等文件进行翻译和公证，以及提供旅行证件以及父母的户籍证明和居民身份证等；
部分地区曾经拒绝为超生、未婚生子等违反计划生育政策的父母所生的孩子登记户口，或要求其在缴纳社会抚养费（旧称超生罚款）后再为孩子办理落户，因此造成有些孩子未能办理户口成为黑户，国家卫计委曾要求地方政府不得以违反计划生育政策为理由拒绝为新生儿办理落户，而社会抚养费则于2021年8月20日被彻底取消。

#### 定居落户
定居落户适用于当前未在中国大陆设有户籍，但将在中国大陆定居的中国公民（外国人需要先获得中国国籍方可办理落户），主要有以下情形：
- 华侨定居：申请人回国定居得到批准后，领取《华侨回国定居证》，在定居证有效期内到拟定居地县级公安机关办理常住户口登记手续。
- 回国人员（不具备华侨身份的中国公民，通常为2003年8月7日前临时出国的人员）恢复户口：以原户籍注销地政策为准。
- 外国国籍或无国籍人员加入中国国籍并定居：凭《中华人民共和国入籍证书》向拟定居地公安派出所申报户口登记。
- 外国国籍恢复中国国籍并定居：凭《中华人民共和国复籍证书》向原户口所在地公安派出所申报恢复户口登记。
- 原内地居民经公安机关批准赴港澳地区定居后申请返回内地定居：申请人因有特殊家庭困难需要返回内地定居，得到批准后领取《批准定居港澳地区的原内地居民回内地定居通知书》，在通知书签发15个工作日后，持通知书到定居地辖区公安派出所办理常住户口登记手续。
- 台湾居民定居：申请人定居申请得到批准后，领取《批准定居通知书》，并在6个月内办理《台湾居民定居证》，同时上缴原持有的台湾居民来往大陆通行证或其他有效旅行证件、台湾身份证件和出入境证件，公安机关出具《证件收缴证明》，在通知书有效期内持通知书和定居证到定居地户口登记机关办理常住户口登记手续并申领居民身份证。
- 台湾居民定居福建省：申请人定居申请得到批准后，领取《台湾居民定居证》和《批准定居通知书》，在通知书有效期内持通知书和定居证到定居地户口登记机关办理常住户口登记手续并申领居民身份证。

#### 户口迁移
由于搬家、学习、工作、投靠亲属等原因需要变更居住地的人员，可以申请户口迁移手续。如果迁出地和迁入地位于同一设区市，需要提供本人的居民身份证、居民户口簿以及复印件，另外还需提供以及亲属关系证明、房屋不动产权证等证明材料，前往迁入地派出所办理；如果迁出地和迁入地位于不同的地级市，还需要迁入地公安机关根据其落户政策同意户口迁入后，由申请人凭迁出地公安机关出具的户籍证明和迁入地公安机关出具的准迁证前往迁入地派出所办理落户手续。
对于被大学和中等专业学校录取的新生，原先的政策是入学时必须将户口迁移至学校的集体户，但2003年8月7日起该政策已取消，此后入学的学生可以将户籍迁至学校，也可以不做迁移。未做户口迁移的学生可以办理学校所在地的居住证以便享受当地的公共服务。
1958年1月9日起入狱的罪犯以及劳动教养的人员，在服刑或劳教期间，其户口会被注销，待刑满释放后，可凭监狱或劳教场所开具的释放证明书根据犯人的自身和家庭条件在原户籍所在地、直系亲属户籍地或其他亲友户籍地公安机关办理户籍恢复手续并在当地落户。上述政策于2003年8月7日取消，此后入狱的罪犯或劳动教养的人员不再需要注销户口，其户籍会被强制迁移至监狱或劳教场所的集体户口，待刑满释放后迁移回原户籍地。

#### 户口注销
特定条件下，居民的户口会被注销，主要包括如下情形。
1958年1月9日起入伍的中国人民解放军现役军人和中国人民武装警察部队现役官兵不设有户籍，在入伍时须凭本人的居民身份证、居民户口簿以及入伍通知书或军校录取通知书至派出所办理户口注销。至军人退役时方可恢复户籍并在居民户口簿中标注其兵役状况，恢复后的户籍可以是入伍前的户籍所在地，也可以根据相关政策携随军家属异地落户（通常是转业军人）。2021年8月1日以后入伍的现役军人则可以保留户籍无需注销，但也可以享受服现役所在地户籍人口在教育、养老、医疗、住房保障等方面的相关权益。
户籍制度建立后，最初所有的出国（境）人员均须在离境前注销户口，待回国后方可恢复；1994年3月12日起，出国（境）时间在一年以下的公派或自费出国留学人员不再需要注销户口，之后该范围又扩大至所有出国（境）停留一年以内的人员；2003年8月7日，中国公安部宣布取消所有出国（境）一年以上的人员注销户口的规定，至此所有临时出国的人员都不再需要注销户口。但是对于在国（境）外定居的人士则不适用上述规定，仍须在办妥前往国家的签证或者入境许可证件后，到当地派出所或者户籍办公室注销户口，有部分定居海外的人员为了回国后生活方便，并没有注销户口。注销户籍的华侨无法申请居民身份证，但仍保有中国国籍，可以申请中华人民共和国护照等旅行证件。内地居民前往香港或者澳门定居批准通过的，凭《批准定居通知书》办理注销户口。赴台定居获准后，受理机关签发注销户口通知书，办理常住户口注销手续。
公民死亡或被法院宣告死亡或失踪后，家属可以凭死者的居民户口簿、单位、村民委员会或居民委员会的证明信、死亡医学证明或法院的判决书等前往派出所办理死亡登记注销其户籍。但也有家属出于多领取养老金等考虑并不会及时注销户籍，但是这种做法会影响遗产继承、银行取款等，还会影响国家的人口统计，进而对政府的宏观决策、社会管理等造成负面影响。如果被宣告死亡或失踪的人员重新出现，其本人或者监护人可以凭法院出具的撤销宣告失踪（死亡）的生效判决书，申请恢复常住户口登记。
部分地区的公安机关曾就公民死亡、入伍、出国定居等应该注销户籍的情况展开清查，如发现上述人员未注销户籍，其户籍将被注销。

### 居民户口簿
居民戶口簿简称户口本，其具有證明公民身分狀況以及户内成員間相互關係的法律效力，是戶口登記機關進行戶籍調查、核對的主要依據，居民户口簿中有该户的总体信息以及户内所有人员的身份信息。空的居民户口簿可以从任意渠道购买，带有起暗红色的保护作用的硬质封面和封底，里面的结构则类似相册，可以将内页插入其中，含有家庭及个人信息的内页必须由公安机关签发且不能随意涂改。内页可按顺序插入居民户口簿中，也有公安机关在制作内页时已经将其装订成册，对此只需要将第一页和最后一页插入居民户口簿中即可。
居民户口簿的信息页登载有如下信息：户别、户主姓名（一般为房产所有权人）、户号、住址、签发日期。此外还有省级公安机关、户口登记机关的公章以及承办人的签名或印章（也可以打印）。反面为住址变动登记，用于记载该户的住址变更情况。
常住人口登记卡登载了户内成员的信息，包括如下内容：
- 姓名；
- 户主或与户主关系：如果该人为家庭户户主，则填写“户主”，如果不是户主，则填写与户主的关系，例如“子”、“妻”、“父亲”等；对于集体户内成员，该栏通常填写为“非亲属”；
- 曾用名：曾经使用过的姓名，没有改过姓名则留空；
- 性别：“男”或“女”，完成性别重置手术者可申请变更性别；
- 出生地：精确到县级行政区；
- 民族：56个官方认定的民族名称或“未识别”、“其他”、“入籍”等，少数地区为避免民族虚填允许“官方认定族称（自填族称）”，例如“汉（穿青）”等格式。
- 籍贯：精确到县级行政区；
- 出生日期：以年月日的格式进行登载；
- 本市（县）其他住址：没有则留空；
- 宗教信仰：可以直接填写“无宗教信仰”（也可以留空）或具体的宗教名称，也可以用数字代码代替，由于宗教信仰自由政策，如欲修改宗教信仰，无需征得政府或教会等机构的同意，由本人直接携带居民身份证和居民户口簿前往派出所修改即可：[55]
  - 00 - 无宗教信仰；
  - 10 -  佛教；
  - 20 - 喇嘛教；
  - 30 - 道教；
  - 40 - 天主教；
  - 50 - 基督教；
  - 60 - 东正教；
  - 70 - 伊斯兰教；
  - 99 - 其他宗教；
- 公民身份证件编号：即公民身份号码；
- 身高：以厘米计，没有登记则留空；
- 血型：根据ABO血型系统，可登记为“A型”、“B型”、“AB型”或“O型”，没有登记可填写“不明”或留空；
- 文化程度：一般根据如下规则取最高者填写：[56]
  - 如有国家正式承认的学历等级，则根据学历证书填写，例如“研究生”、“大学本科”、“高中”、“小学”等，如果未能毕业则加注“（肄业）”；
  - 对于学生，则填写“上XX（目前在读的学校类型）”，例如“上大学”等；
  - 对于12周岁及以上未受过学校教育的情形，对于识字不超过500字的人员，填写“不识字”；对于识字500-1500字的农村人员或识字500-2000字的城市人员，填写“识字很少”；对于已经脱盲或读完小学四年级（六年制）或三年级（五年制）的人员，填写“小学”；
  - 对有学位的人员，应按其获得学位前的文化程度填写，如在大学毕业后获得学士学位的，其文化程度应填“大学”；
- 婚姻状况：“未婚”、“已婚”、“离异”或“丧偶”；[57]
- 兵役状况，有如下几种：[58][59]
  - 未服兵役：该人从未被征集入伍，由于中国大陆实际上实行募兵制，未服兵役者并不违反任何法规，该状态并非负面记录；
  - 已服兵役：该人曾经被征集入伍，并在服役满规定年限后从部队正常退役，该状态被视为光荣并可享受退伍军人的优待政策；
  - 退出现役：该人曾经被征集入伍，但未能服役满规定年限便因为受伤、疾病、违反法律或纪律、逃兵等原因从部队提前退役，该状态为正面或者负面记录根据退役的具体原因而定；
  - 拒服兵役：该人曾经被征集入伍，但是因思想原因拒绝前往部队服役，或者虽办理了入伍手续，但执意离开部队，经劝说无效后被退兵，该状态为负面记录，拒服兵役者不得担任公务员和事业单位工作人员，该行为也会被记入个人信用记录；
- 服务处所：即工作单位，学生则填写学校名称，无业人员则填写“无服务处所”；
- 职业：从下列选项中取其一：
  - 所从事具体工作，例如“粮农”、“汽车司机”等；
  - 所从事的行业，例如“发行出版业”、“民族宗教”等；
  - 所从事的职务，例如“记者”、“科长”等；
  - 个体商人，在所从事的行业前加“个体”二字，例如“个体卖菜”等；
  - 从事临时工作，在所从事的工作前加“临时”二字，例如“临时钳工”等；
  - 无业人员，写“无业”；
- 何时由何地迁来本市（县）：对由本市（县）以外地区迁入的公民，填写其迁入落户的时间、原因和迁出地的详细地址，出生于或世居本市（县）的，填写“XXXX年X月X日出生”、“久居”或留空，例如“2021年1月1日由浙江省杭州市西湖区省府路8号迁来”；
- 何时由何地迁来本址：填写本人迁来本户口管辖区之前在本市的常住户口所在地详细地址及迁入落户的时间、原因。出生于世居本址的，填写“XXXX年X月X日出生”、“久居”或留空，举例同上；
- 承办人签章：承办人的签名或盖章，也可打印；
- 登记日期：最近一次进行户口登记的日期。

常住人口登记卡的反面为登记事项变更和更正记载，用于记录以上事项的变更情况。

## 影响
户口制度控制了人口流动并强化了控制，有助于改善建国初期混乱的治安环境，并使政府可以更加有效的根据人口对各区域合理分配资源，但给日后的各种城乡不平等埋下了种子。
户籍制度发展至今，有研究者认为，中国大陸的户口制度现在有四大主要功能：
1. 人口信息的收集与管理。这是户口制度的最基本功能。每一个中国大陸公民从出生起就必须由公安登记在册。每个人的户口档案和自持的居民户口簿成为确立公民身份，发放身份证和护照，确立法律地位和亲属关系，制定有关政策的基础。这一功能类似于其它各国都有的登记和统计人口信息并提供法律证明的政府功能。
2. 资源分配功能。从初建时起，中国大陸的户口制度就承担了分配资源的特殊要务。中国大陸當局对占人口少数（15-25％之间）的城市户口持有者实行了长期的基本生活必需品的补贴配给供应，而占人口大多数的农村人口基本与此无缘，因為農村已經有分配宅基地和農地，擔任糧食生產者的角色。在大跃进失败后的年代里，这种配给制度成了百姓的生命线 （六十年代初直接或间接因饥馑而死亡的人口中绝大多数是农村人口）。随着市场经济的发展，这一极为重要的分配和补贴功能在过去三十年里逐步变化。户口制度下的粮食等生活品分配功能已经退化。但是當局对城市人口，尤其是大中城市人口的补贴性资源分配今天仍然十分巨大（以价值而言可能比过去还要大），主要体现在住房，医疗，教育，就业以及养老救济等方面。户口制度的这一功能极大地影响了中国大陸的资本和资源的地域性分配以及经济社会的发展格局。也造成了中国大陸社会文化的地域性横向分层与分化。
3. 调节人口流动。这是中国大陸户口制度的一大特有功能。户口迁移（改变类别和所在地）即人口的永久性流动历来受到中央人民政府的严格控制。人口流动的严格控制造成了中国大陸城市化水平低于经济发展水平，但也使得中国大陸的城市贫民窟远较其他发展中大国要少。三十年改革中逐步引用了暂住证和所谓“蓝印户口”制度，使得人口流动的控制有了很大的灵活性和松动。21世纪以来，一些较大城市对外来移民已经基本逐步取消了名额限制，代之以“准入条件”積分取得戶口，主要評分是有稳定职业和合格的住处，例如经济能力（投资与购买商品房）和教育程度（高等教育以上学历）的迁移和靠就业能力。
4. 重点人口控制。这是中国大陸户口制度较少为人知，但十分重要的一个特有功能，也是当年设立全国性户口制度并一直由公安部门管理的一大主要政治原因。警察由此对管区内人群实行全面的管理和了解，从而维持治安和秩序。

中国大陆规定，公民出生后要选择其父母任意一方的户籍作为自己的户籍；在就学、就业等也可以迁移户口，但是有时地方人民政府会限制迁移的名额，以及征收高额城市增容费。同时，由于各地竞争激烈程度不同且教育资源分配不均，一些学生家长在高考报名之前将子女户口迁移至竞争不激烈的地方以求获得更好的录取机会。高考移民现象引起很大争议。与此同时，在办理婚姻登记手续时，如结婚双方当事人不能出具各自的居民户口簿，则民政部门将拒绝给予婚姻登记。
此外，由于户口与福利待遇、就学与就业机会直接挂钩，一些公民为了获得城市户口甚至仅仅是非农业户口而付出了很大代价。如果某人生活在非本人户口所在地，那么他将被视为外来人口，享受不到该地的各种社会福利，以及充足的就学和就业机会。但事实上，养老保险和医疗保险等看似与户籍挂钩的福利事实上是从居民薪水里面扣除的，民众并不能因此得到实际利益。而很多住在城市郊区或者“城中村”的居民，完全不从事农业，却仍然是农业户口；同时也有很多来自农村的居民在城市工作，却无法获得非农业户口。同时，也有一些已获得非农业户口的农民因此不能在农村获得土地使用权，进而造成个人利益受损。
在企业就业的劳动者，在办理“五险一金”时，农业户口与非农业户口的失业保险完全不同。因为农业户作为个体劳动自主经营者，从理论上是不存在失业问题的。所以现状是：参保失业保险的职工中，农业户口的个人不用缴纳失业保险金个人部分；城镇户口的个人则需要按照缴费基数的1%缴纳失业保险金个人部分；无论哪种户籍的劳动者，企业都必须缴纳2%失业保险金单位部分；领取失业保险时，城镇户口的失业者按核定月数领取，农村户口的失业者是一次性领取。
一些地区还出现了人户分离现象。一些主动的人户分离原因包括：户籍在原出生地，实际上长期在另一个城市就业。父母双方户籍不在同一地址，户籍在其中的一处（如母亲一方）而实际居住于另一处（如父亲一方）。有多处房产，户籍挂在其中的一处。自有房产离工作地较远，为节省上下班时间而租房居住于工作地附近，而把自有房产出租给他人居住。而一些被动的人户分离则多为无房产，户籍挂在街道办事处或就业地所在的人才市场而成为集体户口。

## 去留
围绕户籍制度的去留，官方和民间有不同的观点。

### 主张保留
中國大陸公安部门时任公安部治安局副局长鲍遂献2002年2月25日表示户籍制度不会取消，正在进行的户籍制度改革，并不是取消户籍制度。并认为户籍制度有以下作用：
1. 通过公民身份登记，从而证明身份并确立民事权利和行为能力。
2. 可以为人民政府制定国民经济和社会发展规划、劳动力合理配置等提供基础数据和资料。
3. 户籍管理是治安管理的基础和重点，在维护治安、打击犯罪方面取到了巨大作用。
4. 身份证也不可能完全替代居民户口簿，但居民户口簿除了身份证具有的证明个人身份的功能外，还具有证明家庭关系甚至血缘关系的特殊作用，其作用目前是无法替代的。

部分人大代表則认为，中国大陸發展中階段地区间贫富差距显著是不可能避免的現象，其實任何國家都有此一階段，加之中国大陸人口庞大，必須有效控制人口流动避免瞬間大量的人為尋求脫貧機會湧向城市，癱瘓了城市機能，又瞬間掏空了農業勞動力，瞬間的巨變會造成城市和農村都失去漸進緩慢調整的能力從而整體系統性癱瘓，社会巨大不稳，例如伊朗巴列维王朝的覆沒就與此一現象有關。二元體制創造出的二元階級縱使有不公平性，但其實鄧小平理論的「先讓一部分人富起來」本質就已經說白了這種不公平性其實是必要之惡，因為就算沒有二元戶口制也不代表就會公平，市場經濟的不公性是天然和必然，屆時同樣社會是不公但還伴隨伊朗式崩潰。
也有一部分人反对户籍立即改革，认为现有户籍制度和高考制度一样，固然有很多弊端，在社会公平问题没有解决、社会状况没有明显改善的情况下，过早、过激地去改革只能带来混乱。权衡利弊，户籍仍是目前最合适于中国国情的办法。

### 主张取消
有学者认为户籍管理制度存在三大弊端：一是城市和农村户口的二元化管理；二是迁徙不自由；三是户籍和政治、经济、文化教育等权利相挂钩，被人为赋予太多“附加值”。不少取消户籍的提议也是针对这三点来的，并反对公安部门关于户籍“确立民事权利和行为能力”、“证明家庭关系甚至血缘关系的特殊作用”的必要性，并认为强化身份证制度后也能满足为政府规划提供基础数据和资料。现行户籍制度作为计划经济时代的产物，阻碍了城市的发展，阻碍了农业现代化，不利于中国大陸农业人口城市化顺利进行。不利于形成中國大陸统一的劳动力市场。“城市关门”抑制了劳动力、人才的自由流动。
户口管理使中国大陸公民具有不同身份。历史上，户口划分为农业户口与非农业户口，待遇不同。体现最为明显的是流动人口，他们外出谋生求发展必须带齐或办理名目繁多的证件，亦导致了相关人民政府部门与移民者或中介间的賄賂等腐败现象，为公权力寻租提供客观市场。遏制了消费市场的进一步启动。大量涌入城市务工经商的农民几乎不可能获得与城市居民同等的机会及社会地位，甚至连基本的人身安全感都没有，这在相当程度上影响了他们投身城市建设管理的积极性、创造性。
2010年3月1日，臨近2010年全国两会（全国人民代表大会和中国人民政治协商会议）開幕之时，中國大陸的13家媒體联合發表社論，呼籲兩會“盡快廢除1958年頒布的《戶口登記條例》”。
也有人将户籍制度与印度种姓制度作类比。1949年中华人民共和国成立后，建立了以家庭出身为标准的“政治种姓”制度以及以城乡户口为代表的“经济种姓”制度。前者打击了城市知识分子，后者歧视并打击了包括农村有产阶级在内的农民群体。文革结束后，前者被废除，但后者仍得到了保留，甚至造成了“同命不同价”的荒唐的社会不平等现象。因此，有研究学者指出，由于社会福利的分配依据户籍划分的农业和非农业居民身份等现象的存在，中国户籍制度与印度种姓制度有类似之处，堪称“中国现代种姓制度”。

## 外部連結
- 關於戶口研究的資料（页面存档备份，存于）
- 公安部拟建立城乡统一户口登记管理制度（页面存档备份，存于）